# Langbeinita
La langbeinita és un mineral de la classe dels sulfats, que pertany i dona nom al grup de la langbeinita. Rep el seu nom en honor de A. Langbein, de Leopoldshall, Alemanya.

## Característiques
La langbeinita és un sulfat de fórmula química K₂Mg₂(SO₄)₃. Cristal·litza en el sistema isomètric. Els cristalls són rars. En general, es troba en forma de grans disseminats, nodular o en agregats massius. La seva duresa a l'escala de Mohs es troba entre 3,5 i 4.
Segons la classificació de Nickel-Strunz, la langbeinita pertany a «07.AC - Sulfats (selenats, etc.) sense anions addicionals, sense H₂O, amb cations de mida mitjana i grans» juntament amb els següents minerals: vanthoffita, piracmonita, efremovita, manganolangbeinita, yavapaiïta, eldfellita, godovikovita, sabieïta, thenardita, metathenardita i aftitalita.

## Formació i jaciments
És una mena principal de potassa, extreta dels dipòsits de sal marina. Sol trobar-se associada a altres minerals com la carnallita, l'halita i la silvita. Va ser descoberta el 1891 a Wilhelmshall, Halberstadt (Saxònia-Anhalt, Alemanya).